# 富爾特巴赫河 (利馬特河支流)
47°26′14″N 8°20′53″E / 47.43709°N 8.34810°E

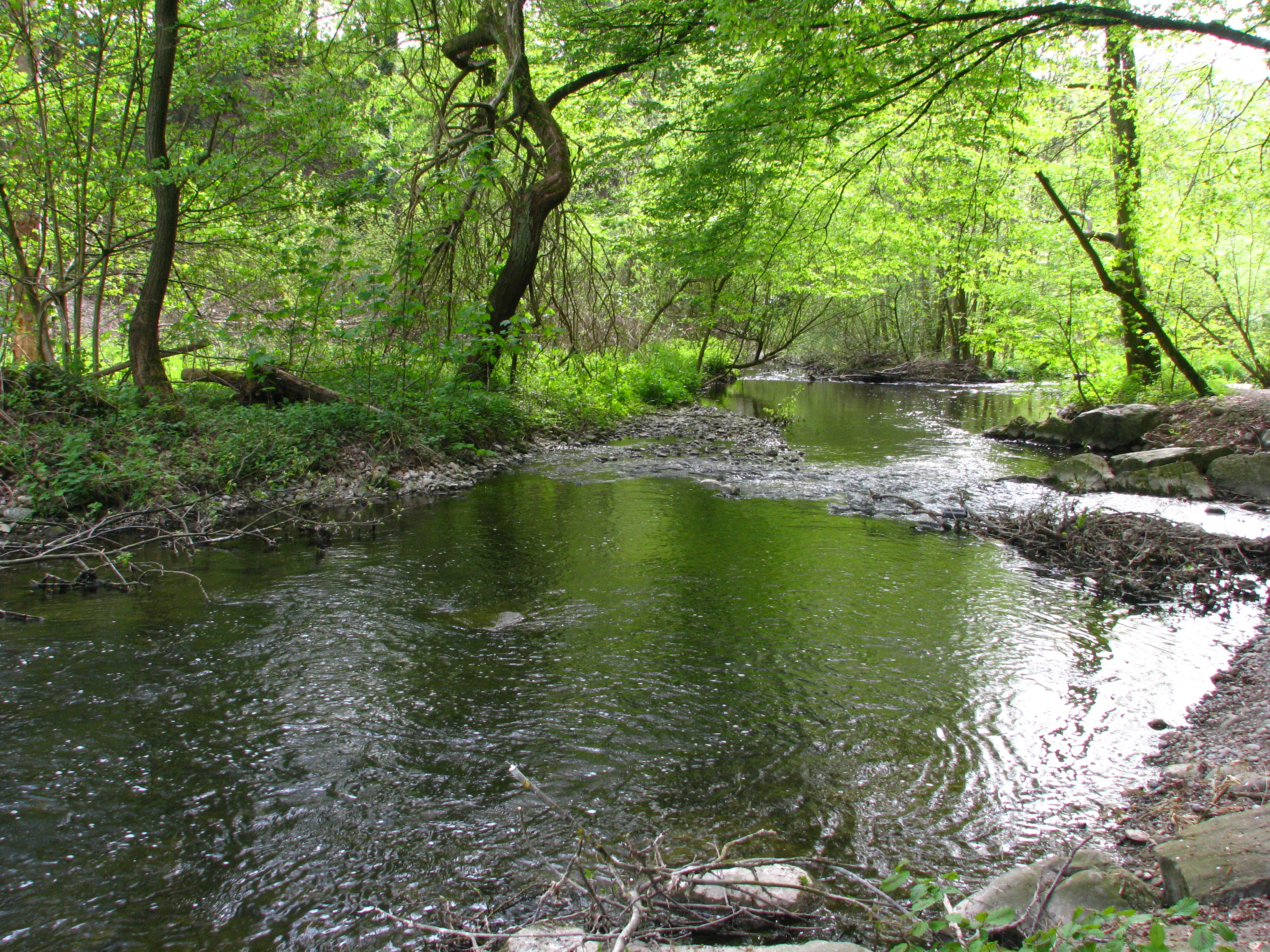

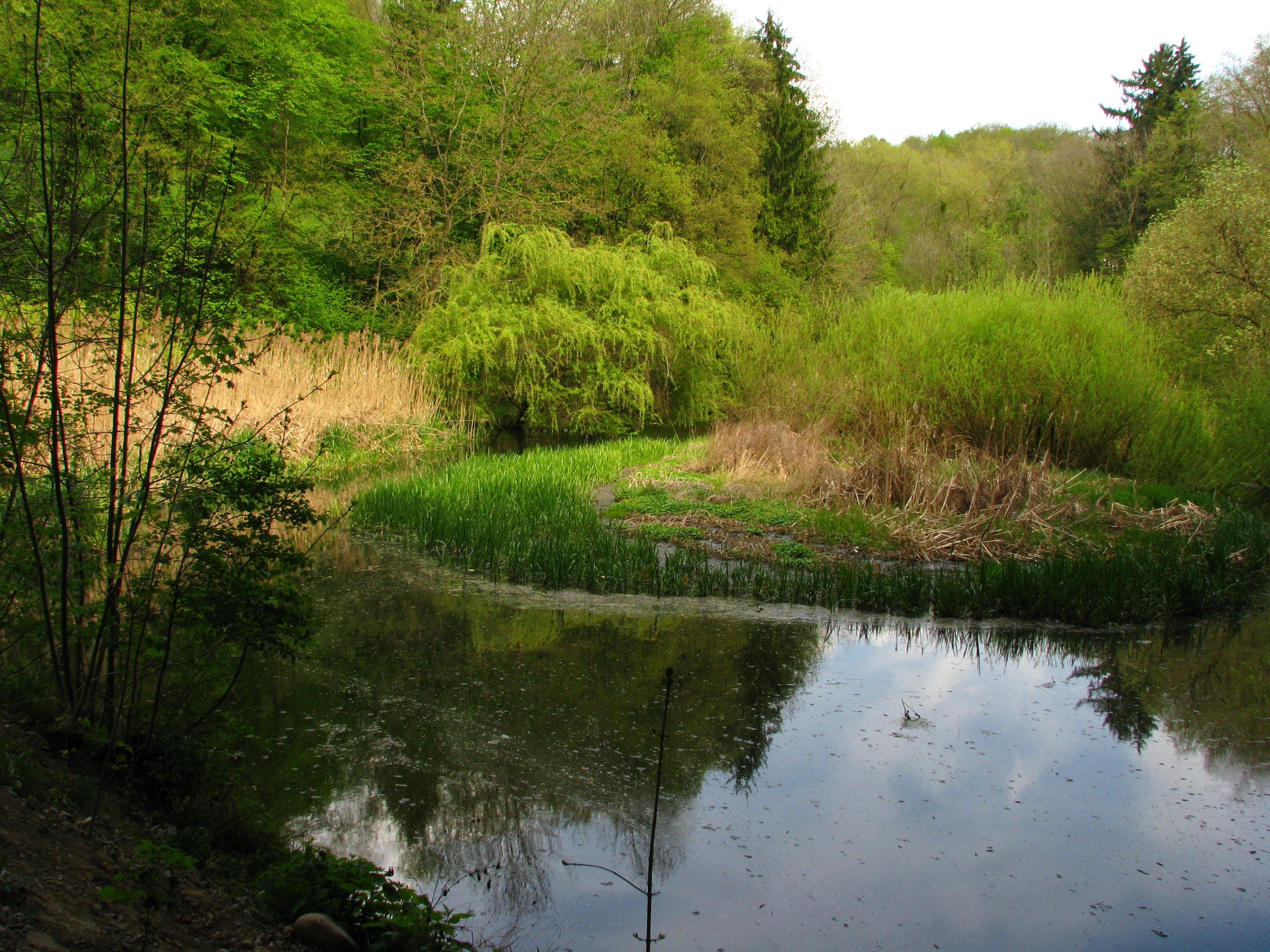

富爾特巴赫河是瑞士的河流，位於該國北部，流經阿爾高州和蘇黎世州，屬於利馬特河的右支流，河道全長13公里，流域面積46平方公里，河口處在維倫洛斯。